# Selfless Spite
Selfless Spite è uno split album pubblicato nel 2003 dagli Psychofagist e gli Hybrid Viscery.

## Tracce
Psychofagist
1. Fobia d'essere – 1:47
2. Asphyxiating Harmony – 4:12
3. Icons in Mortal Unconscious – 4:39
4. Bygone Genesis – 3:07
5. Re-Manufacture of Mental Violence – 4:26

Hybrid Viscery
1. Grind Your Head – 1:13
2. Green Vomit – 0:47
3. Cannibal Theories – 1:29
4. Depraved – 0:37
5. Scrotum Infected – 1:28
6. The Liquid of My Shit Is on My Ears – 1:01
7. Listen of My Intestinal Bubbles – 1:15
8. Double Infection – 1:33
9. Testicle Implosion – 1:23
10. Jeremy's Nausea – 1:15
11. I Cum in Your Baby's Mouth – 1:06